# Câmpu Mare (okręg Aluta)
Câmpu Mare – wieś w Rumunii, w okręgu Aluta, w gminie Dobroteasa. W 2011 roku liczyła 397 mieszkańców.